# معرض العالم 1982
معرض العالم لعام 1982 (بالإنجليزية: 1982 World's Fair)، المعروف رسميًا باسم معرض نوكسفيل الدولي للطاقة (بالإنجليزية: Knoxville International Energy Exposition) وببساطة باسم معرض الطاقة '82 (بالإنجليزية: Energy Expo '82) ومعرض '82 (بالإنجليزية: Expo '82)، كان معرضًا دوليًا أقيم في نوكسفيل، تينيسي، الولايات المتحدة. ركز المعرض على الطاقة وتوليد الكهرباء، وكان موضوعه الطاقة تحول العالم، وقد تم تسجيله رسميًا باعتباره «معرضًا عالميًا» من قبل المكتب الدولي للمعارض (BIE).
افتتح متحف معرض نوكسفيل الدولي للطاقة في الأول من مايو عام 1982 وأغلق في الحادي والثلاثين من أكتوبر عام 1982 بعد أن استقبل أكثر من 11 مليون زائر. وشملت الدول المشاركة أستراليا وبلجيكا وكندا وجمهورية الصين الشعبية والدنمارك ومصر وفرنسا واليونان والمجر وإيطاليا واليابان ولوكسمبورج والمكسيك وهولندا وبنما وبيرو والفلبين والمملكة العربية السعودية وكوريا الجنوبية والمملكة المتحدة والولايات المتحدة وألمانيا الغربية. كان هذا هو المعرض العالمي الثاني الذي أقيم في ولاية تينيسي، وكان المعرض الأول هو معرض تينيسي المئوي لعام 1897، والذي أقيم في عاصمة الولاية، ناشفيل.
تم بناء المعرض على مساحة 70-أكر (280,000 م2) الموقع بين وسط مدينة نوكسفيل وحرم جامعة تينيسي. يتكون جوهر الموقع بشكل أساسي من ساحة ومستودع متدهورين لشركة السكك الحديدية لويزفيل ونشفيل ‏. تم هدم ساحة السكك الحديدية، باستثناء خط سكة حديد واحد، وتم تجديد المستودع لاستخدامه كمطعم أثناء المعرض. The صنسفير، وهو عبارة عن سفينة فضاء ‏ 266-قدم (81 م) تم بناء برج فولاذي يعلوه كرة ذهبية مكونة من خمسة طوابق، باعتباره الهيكل الرئيسي ورمزًا للمعرض. اليوم،[متى؟] تعتبر كرة الشمس رمزًا لمدينة نوكسفيل.[بحاجة لمصدر]

## الخلفية والبناء
أقيم أول معرض عالمي في ولاية تينيسي في عاصمة الولاية، ناشفيل، في عام 1897. لقد راود مطورو مدينة نوكسفيل فكرة إقامة معرض عالمي في مدينتهم بعد أن زار العديد منهم مدينة سبوكين في ولاية واشنطن، والتي استضافت معرضًا عالميًا ‏ في عام 1974. في نوفمبر 1974، اقترح دبليو ستيوارت إيفانز، رئيس جمعية وسط مدينة نوكسفيل ‏، فكرة المعرض على حكومة المدينة ومجموعة من أصحاب الأعمال في نوكسفيل بعد زيارة المعرض في عام 1974. واستشهد إيفانز بارتباط مدينة نوكسفيل بأبحاث وتطوير الطاقة، والتي حفزتها هيئة وادي تينيسي (TVA)، ومختبر أوك ريدج الوطني (ORNL)، وجامعة تينيسي. وقد أدى هذا إلى جعل مدينة نوكسفيل مركزًا محتملاً للطاقة واقترح الترويج لمعرض عالمي يتناول موضوع الطاقة في وقت مبكر من عام 1980. استشهد المسؤولون بموقع المدينة على طول الطريق السريع 40 ‏ وموقعها في ثلث الولايات المتحدة الأكثر اكتظاظًا بالسكان كمزايا حاسمة. كما سبق لمدينة نوكسفيل أن استضافت معرضًا إقليميًا ‏ موجهًا نحو جبال الأبالاش لتعزيز الحركة البيئية في الولايات المتحدة في عام 1913.
قام عمدة مدينة نوكسفيل كايل تيستيرمان ‏ بتعيين المصرفي المحلي جيك بوتشر لقيادة لجنة استكشافية لمعرض نوكسفيل الدولي للطاقة. كان الجزار بمثابة أحد القوى الدافعة الرئيسية وراء المعرض. داخل المدينة، كان سكان نوكسفيل يشيرون إلى المعرض باسم «معرض جيك». تم إنشاء هيئة إدارية تعرف باسم مؤسسة نوكسفيل لتنظيم وتشغيل الحدث. كان هناك تشكك، على المستوى المحلي والوطني، حول قدرة مدينة نوكسفيل، التي وصفتها صحيفة وول ستريت جورنال في مقال إخباري عام 1980 بأنها «مدينة صغيرة قذرة»، على استضافة معرض عالمي بنجاح. ساهم هذا الجدل في تطوير مصطلح «المدينة المهملة»، كلقب مرادف لمدينة نوكسفيل.
وقد أيد كبار السياسيين الذين يمثلون ولاية تينيسي من مختلف الأحزاب والمعززون الماليون الفكرة، مما أثار اهتمام إدارة فورد. في ذلك الوقت، عندما تم الاستفسار، أحبط وزير التجارة إليوت ريتشاردسون فكرة استضافة نوكسفيل لمعرض في عام 1980، مشيرًا إلى وجود صراع مع لوس أنجلوس التي خططت لاستضافة معرض في نفس العام. وافق ريتشاردسون على إقامة معرض في نوكسفيل في عام 1982. في مقابلة مع وكالة يونايتد برس إنترناشونال عام 1981، واجه جيك بوتشر انتقاداتٍ لجهوده في معرض كي إي إي، حيثُ قال: «لقد أطلقوا على المعرض اسم «برميل لحم الخنزير ‏ جيمي كارتر–جيك بوتشر»، لكنهم لم يكشفوا قط عن دعم [السيناتور الأمريكي] هوارد بيكر له. لا أتوقع أن أستفيد شخصيًا من المعرض العالمي». وكان بوتشر ينوي الترشح لمنصب حاكم ولاية تينيسي عام ‏ 1982، وأشار إلى أن خصمه، الحاكم آنذاك لامار ألكسندر، كان أيضًا مؤيدًا صريحًا للمعرض.
لقد تغير الرأي العام حول سكان مدينة نوكسفيل بشكل كبير قبل إقامة المعرض، حيث أظهر استطلاع للرأي أجري عام 1979 أن أغلبية السكان لم يوافقوا على المعرض، ولكن استطلاعات الرأي اللاحقة أظهرت موافقة واسعة النطاق.
ومن شأن المعرض أن يشجع الاستثمار في الشركات المملوكة للأقليات. كان ناشط الحقوق المدنية أفون رولينز، الذي عمل كمدير تنفيذي في هيئة وادي تينيسي، يطلب أن يذهب جزء كبير من عائدات المعرض إلى مجتمع الأمريكيين من أصل أفريقي في نوكسفيل. تم التعاقد مع شركة أبفرونت أمريكا، وهي شركة مملوكة للسود، لإنتاج الملابس ذات الشعار الأحمر الشهير للمعرض. واصلت شركة أبفرونت أمريكا بيع أكثر من 500،000 قميص للمعرض. في الفترة التي سبقت المعرض، واجهت لجنة معرض نوكسفيل الدولي للطاقة منافسة في تجنيد رعاة من الشركات الأكبر حجمًا بسبب تطوير مركز إبكوت في منتجع عالم والت ديزني، وهو متنزه ترفيهي دائم يركز على العلوم.

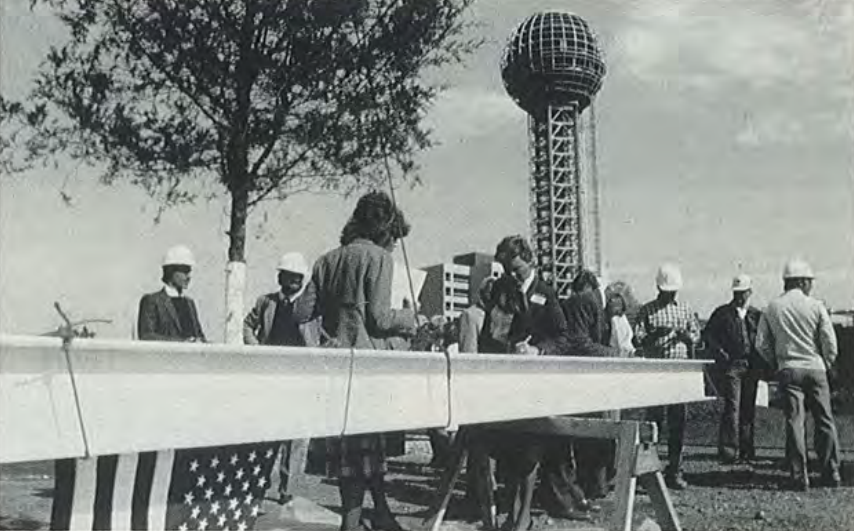
يتجمع العمال والضيوف في موقع المعرض لحضور حفل وضع حجر الأساس للجناح الأمريكي، في 21 أكتوبر 1981.

وقد جاء الجزء الأكبر من الدعم المالي لمعهد كي إي إي من الحكومة الفيدرالية الأمريكية التي قدمت تمويلاً يقدر بنحو 44 مليون دولار. قدمت حكومة ولاية تينيسي 3 ملايين دولار، ووافقت حكومة بلدية نوكسفيل على إصدار سند بقيمة 12 مليون دولار تقريبًا. تبرع جيك بوتشر، من خلال شركاته، بحوالي 25 مليون دولار. تم استخدام مبلغ إضافي قدره 224 مليون دولار من التمويل الفيدرالي والولائي من قبل وزارة النقل في ولاية تينيسي ‏ وإدارة الطرق السريعة الفيدرالية لتحسين نظام البنية التحتية للنقل المحيط بمدينة نوكسفيل استعدادًا للمعرض. تضمنت هذه التحسينات إكمال الطريق الدائري شبه الدائري للطريق السريع 640 ‏ وتحسينات «تقاطع الأعطال» سيئ السمعة بين الطريق السريع 75 آنذاك (الآن الطريق السريع 275 ‏) والطريق السريع 40 شمال موقع المعرض. صممت شركة بروس مكارثي ‏ الخطة الرئيسية للمعرض.

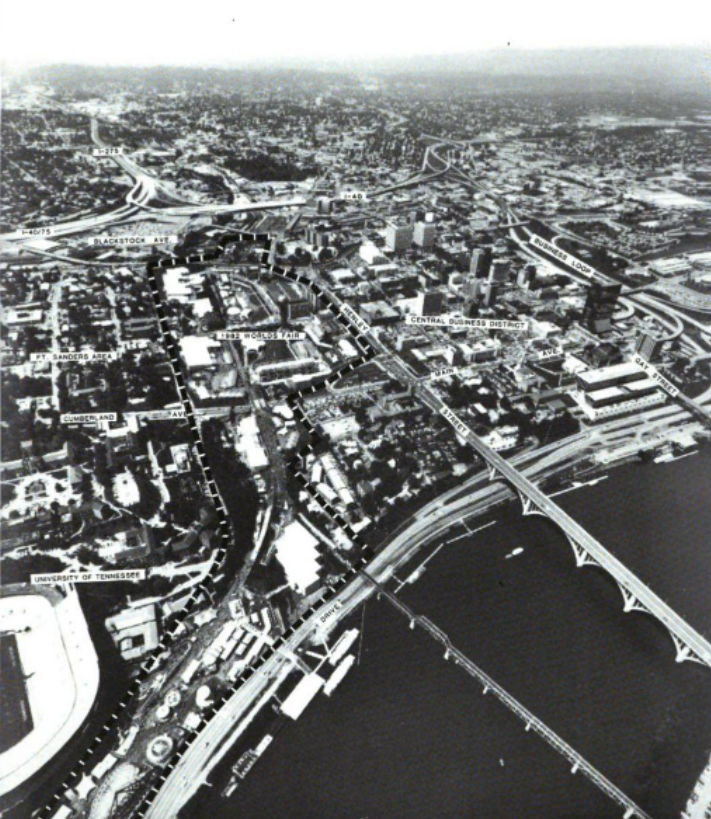
منظر جوي لموقع المعرض

يقع على طول مستجمع مياه الخور الثاني بين وسط مدينة نوكسفيل وحرم جامعة تينيسي، تم اختيار ساحة السكك الحديدية المهجورة سكة حديد لويزفيل وناشفيل ‏ (L&N) التي تبلغ مساحتها حوالي 70 فدانًا كموقع لتطوير المعرض. سيتم هدم ساحة السكك الحديدية لإفساح المجال للأجنحة والمعارض التي تمثل الأمة، ومدرج تينيسي، وصنسفير. ومع ذلك، سيتم إعادة تطوير محطة سكة حديد لويزفيل وناشفيل لتصبح مطعمًا ومساحة مكتبية. ستكون المساحة الواقعة جنوب موقع ساحة السكة الحديد بالقرب من حرم جامعة تينيسي موطنًا لمنتصف الطريق ‏ الخاص بالمعرض، والذي كان يتضمن العجلة الكبرى، أطول عجلة فيريس في العالم في ذلك الوقت. تم تطوير نظام جندول لتوفير اتصالات سريعة إلى مناطق العرض والمناطق الوسطى من أرض المعارض. من أجل تصميم صنسفير، استعان معهد معرض نوكسفيل الدولي للطاقة بشركة مجتمع تكنوتكس المعمارية ومقرها نوكسفيل، والتي كانت معروفة في المنطقة بتصميمها لبرج مراقبة قبة كلينجمانز في حديقة جبال غريت سموكي الوطنية ونظام الرصيف المرتفع «سكاي مارت» في وسط مدينة موريس تاون، على بعد حوالي 50 ميلاً شرق نوكسفيل. كان من المقرر أن يبدأ البناء في عام 1980.
وفيما يتعلق بتجنيد الرعاة من الدول، تلقى معهد كي إي إي تأكيدًا للمشاركة من دول أوروبا الغربية بما في ذلك المملكة المتحدة وفرنسا وألمانيا الغربية وإيطاليا والمجتمع الاقتصادي الأوروبي المكون من 10 دول، إلى جانب أستراليا والمكسيك واليابان وجمهورية الصين الشعبية. لقد ثبت أن مشاركة الصين كانت تاريخية نظرًا لتحول البلاد إلى اقتصاد أكثر رأسمالية؛ حيث كان معرض كوريا الدولي للاقتصاد هو المعرض الأول الذي يشارك فيه الصين منذ عام 1904. دعت اللجنة الأولمبية الدولية الاتحاد السوفييتي للمشاركة في مسابقة سباحة ضد الولايات المتحدة، ولكن تم إلغاء دعوة المشاركة بعد الغزو العسكري للاتحاد السوفييتي لأفغانستان في عام 1979. في المجمل، تم توقيع 25 دولة للمشاركة في المعرض العالمي لعام 1982 عند افتتاحه. ومع ذلك، لم يشارك سوى 22 من الموقعين بحلول يوم افتتاح معرض معرض نوكسفيل الدولي للطاقة.

## العمليات العادلة

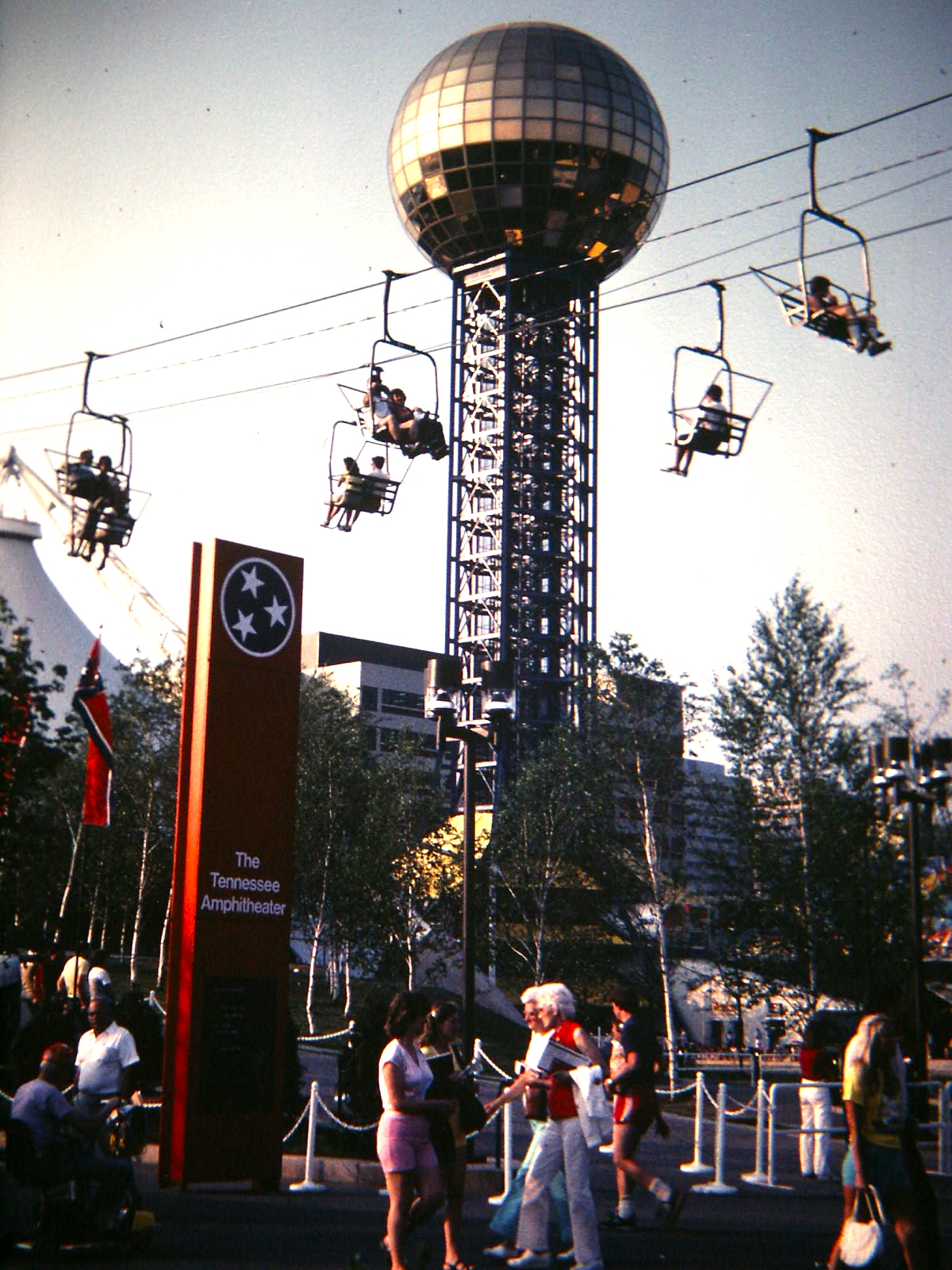
زوار يتجولون في أرض المعارض أسفل كرة الشمس، 3 يونيو 1982

### يوم الافتتاح
في الأول من مايو عام 1982، افتُتح معرض العالم لعام 1982 أمام حشد بلغ 87 ألف شخص تحت شعار «الطاقة تدير العالم». استخدمت الإعلانات التلفزيونية التي بُثت قبل المعرض شعار التسويق «لا بد أن تكون هناك!» وتم بث حفل الافتتاح على محطات التلفزيون المحلية والإقليمية، مع وصول الرئيس رونالد ريجان لافتتاح المعرض. كانت شخصية التلفزيون والمولودة في وينشستر، دينا شور، هي عريف الحفل في المعرض. تم بيع تذكرة دخول المعرض لمدة ستة أشهر مقابل 100 دولار (268.00 دولارًا في عام 2020).

### المشاركة في المعرض والمعارض

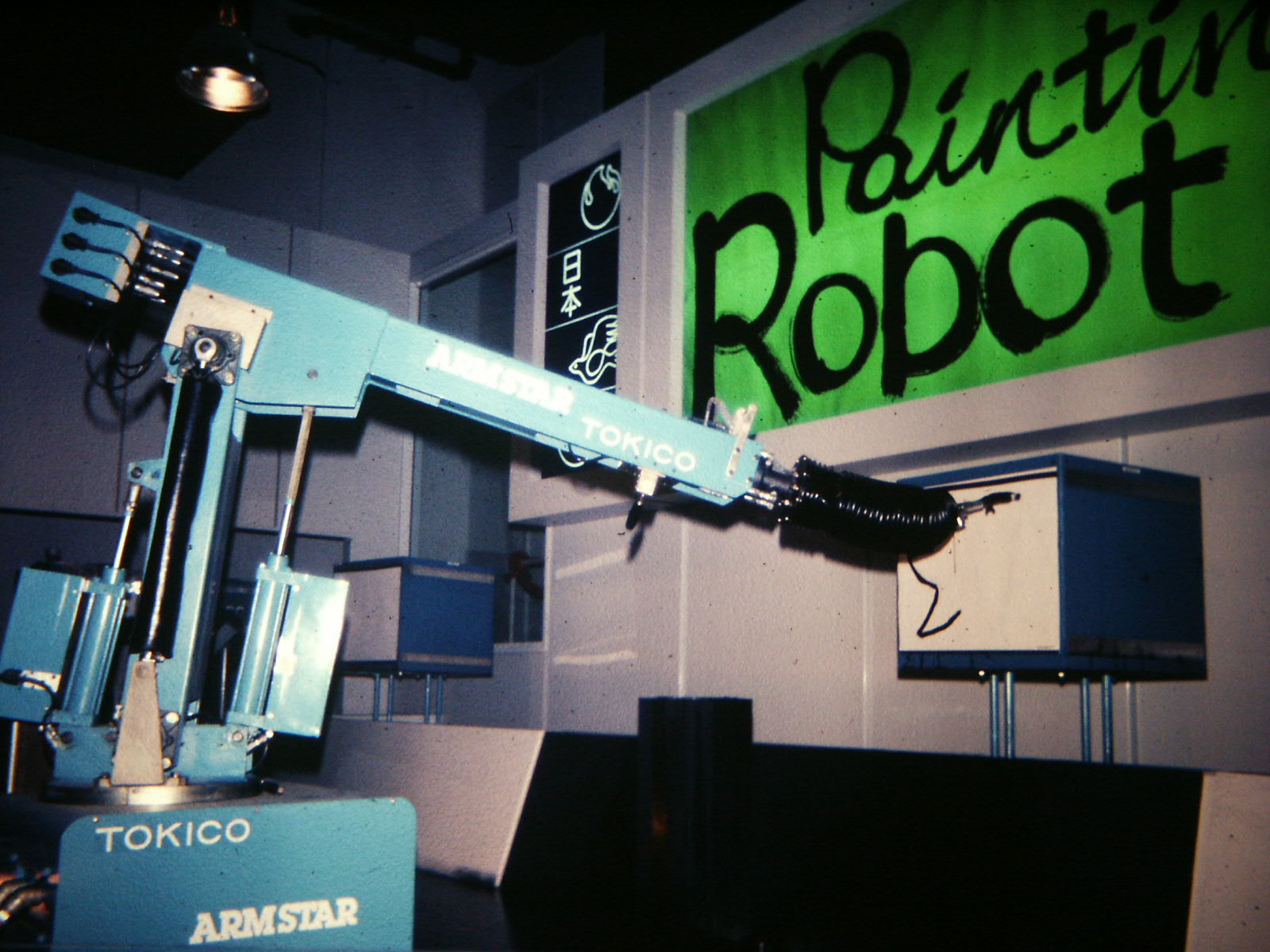
الجناح الياباني مزود بـ«روبوت الرسم» المبرمج بالذكاء الاصطناعي.

منذ انطلاقه في الأول من مايو وحتى اختتامه في الحادي والثلاثين من أكتوبر، اجتذب المعرض 11،127،780 زائرًا من جميع أنحاء الولايات المتحدة والعالم، مما يجعله من بين المعارض العالمية الأكثر حضورًا في تاريخ الولايات المتحدة بين تلك التي أقرها المكتب الدولي للمعارض. وقد شهد المعرض أعلى نسبة حضور بين المعارض المتخصصة الأربعة التي أقيمت في الولايات المتحدة. حقق ربحًا قدره 57 مليون دولار، وهو أقل بكثير من الفائض الذي توقعه المنظمون والداعمون والذي بلغ 5 ملايين دولار. أصبحت مدينة نوكسفيل تعاني من ديون بقيمة 46 مليون دولار. سيتم سداد هذا الدين بالكامل في مايو 2007.
في المجمل، قدمت 22 دولة و7 ولايات وأكثر من 50 شركة معارض في المعرض تدور حول الطاقة والابتكار والتكنولوجيا والاستدامة. وشملت الدول المشاركة أستراليا وبلجيكا وكندا وجمهورية الصين الشعبية والدنمارك مصر وفرنسا واليونان وجمهورية المجر الشعبية وإيطاليا واليابان ولوكسمبورج والمكسيك وهولندا وبنما وبيرو والفلبين والمملكة السعودية وكوريا الجنوبية والمملكة المتحدة والولايات المتحدة وألمانيا الغربية. لم تشغل بنما، التي وصلت متأخرة إلى المعرض، مساحة جناحها أبدًا، والتي تم احتلالها في النهاية بشكل غير رسمي من قبل مجموعة من دول جزر الكاريبي. أدت مشاكل الاتصالات بين بنما ومسؤولي المعرض إلى تأخير الإشغال، ثم أُعلن أن البلاد لن تشارك بسبب «مشاكل اقتصادية».
يضم المعرض البيروفي مومياء تم فتحها ودراستها في المعرض. يضم المعرض المصري قطعًا أثرية قديمة تقدر قيمتها بأكثر من 30 مليون دولار أمريكي. أرسلت المجر، موطن مكعب روبيك، أكبر مكعب روبيك في العالم بمربعات دوارة للعرض عند المدخل إلى جناحها. لا يزال مكعب روبيك موجودًا في حديقة المعرض العالمي، حيث يتم عرضه في مركز مؤتمرات نوكسفيل. كل ليلة من ليالي المعرض الساعة 10 في الساعة 12 ظهرًا، تم تقديم عرض للألعاب النارية لمدة 10 دقائق والذي كان من الممكن رؤيته في معظم أنحاء نوكسفيل.

### الترفيه
أقيمت عروض لفنانين وممثلين وموسيقيين مشهورين في مدرج تينيسي وفي مناطق أخرى من أرض المعارض ونوكسفيل، بما في ذلك بوب هوب، وإيرني فورد من تينيسي، وجوني كاش، وتشيت أتكينز، وهال هولبروك، وجلين كامبل، وجيري لي لويس، وآر إل بيرنسايد، وريكي سكاجز ‏.

### الابتكارات المعروضة
شهد المعرض العالمي لعام 1982 ظهور العديد من الاختراعات والمفاهيم، التي ركزت في المقام الأول على الطاقة والتكنولوجيا والاستدامة.
كان الفيزيائي جورج صموئيل هيرست من مختبر أوك ريدج الوطني قد عرض تقنية شاشة اللمس المقاومة الحاصلة على براءة اختراع والتي تم تطويرها في عام 1975 نتيجة للشراكة مع شركته إيلوغرافيكس والشركة الألمانية سيمنز. تمكن الزوار من استخدام أجهزة الكمبيوتر المزودة بتقنية شاشة اللمس. عرضت شركة تيترا باك حليبها المعبأ القابل للتخزين على الرفوف ‏. نظمت شركة كوكا كولا عرضًا لمجموعة من الخلطات بنكهات مختلفة من مشروبها الغازي التقليدي كوكا كولا خلال المعرض. يمكن للزوار تجربة نكهات الليمون والليمون الحامض والفانيليا والكرز. وبحلول نهاية اختبار معرض نوكسفيل الدولي للطاقة، وجدت شركة كوكا كولا أن الصودا بنكهة الكرز كانت الأكثر شعبية. ونتيجة لذلك، تم توزيع كوكاكولا شيري ‏ في عام 1985 نتيجة لنجاح طرحها في المعرض العالمي عام 1982. عرضت شركة النفط تكساكو مفهوم الدفع عند المضخة ‏، كجزء من التقدم في مجال الطاقة. تم تقديم نسخة مبكرة من الهاتف اللاسلكي ‏ للجمهور في معرض نوكسفيل الدولي للطاقة. عرضت شركة فورد موتور سيارة لينكولن تاون كار المزودة بهاتف مدمج في السيارة ‏ وسيارة مفهومية تُعرف باسم إيه إف ڤي، والتي اعتمدت على استهلاك الوقود البديل. تم تقديم معالجة التصوير الفوتوغرافي لمدة ساعة واحدة ‏ بواسطة شركة كوداك واستخدمها زوار المعرض.
أنشأت مجموعة نيو إنجلاند للتكنولوجيا، التي يقع مقرها في بوسطن، نظامًا تعليميًا بقيمة 500 ألف دولار أمريكي، باستخدام أنظمة أقراص الفيديو التفاعلية من سوني وثري إم، وأجهزة كمبيوتر أبل، وذاكرة سعة 200 كيلوبايت من إنتاج شركة تسمى كوربوس، وشاشة من إنتاج إيلوغرافيكس، وتم تجميع كل ذلك معًا لوزارة التجارة الأمريكية. كان النظام يتضمن ثلاثة أنظمة أقراص فيديو متصلة بالإنترنت في نفس الوقت، حيث يوفر كل منها إمكانية الوصول العشوائي إلى نحو 54 ألف إطار من النص. وكان من المقرر أن يقوم النظام بجولة بعد المعرض، تحت رعاية وزارة التجارة.
تم عرض معروضات القبة الجيوديسية لتعزيز التنمية المستدامة لمواجهة أزمة الطاقة المستمرة في ذلك الوقت. تم بناء المساكن التي تعمل بالكامل بالطاقة الشمسية من قبل مجموعة الطاقة الشمسية الأمريكية المتحدة للترويج للطاقة الشمسية. ستدعم هيئة وادي تينيسي معرضًا يروج للحفاظ على الطاقة واستخدام البيوت الزجاجية الخاصة.
سلسلة مطاعم الوجبات السريعة بيتروز تشيلي آند تشيبس ‏، ومقرها نوكسفيل، شاركت لأول مرة في المعرض. اعتبارًا من عام 2023، تتكون السلسلة من عدة مواقع في الولاية، ويقع معظمها في شرق تينيسي.

### الأحداث
لعب فريق بيتسبرغ ستيلرز وفريق نيو إنجلاند باتريوتس مباراة كرة قدم تحضيرية للموسم في ملعب نيلاند ‏ في 14 أغسطس 1982. فاز فريق ستيلرز بالمباراة بنتيجة 24–20 أمام حشد بلغ 93251 متفرجًا، مما يجعلها رابع أفضل مباراة في تاريخ دوري كرة القدم الأمريكية من حيث الحضور
ستستخدم جامعة تينيسي قاعات الإقامة والمبيت التابعة لها لإيواء ما يقرب من 60 ألف زائر أثناء فترة المعرض التي تستمر ستة أشهر.
أقيمت مباراة استعراضية ضمن دوري كرة السلة الأميركي للمحترفين بين فريق بوسطن سيلتيكس وفريق فيلادلفيا سفنتي سيكسرز في مركز ستوكلي الرياضي ‏ في 23 أكتوبر 1982.

## الصعوبات
لم يُسمح للفنادق وأماكن الإقامة الأخرى في نوكسفيل بتلقي الحجوزات بشكل مباشر. تم بيع حجوزات الغرف لكل شيء من الفنادق إلى القوارب المنزلية في حزمة مع تذاكر دخول عادلة خلال الأيام الأحد عشر الأولى وتم التعامل معها من خلال مكتب مركزي، كناكسفيزيت. أدت مشاكلها المالية والإدارية إلى استيلاء شركة شركة تأجير وإدارة الممتلكات (PLM) على المحميات، والتي واجهت أيضًا صعوبات في التشغيل وأعلنت إفلاسها.
فشلت شركة الخدمات المالية التي يملكها جيك بوتشر، بنك يونايتد أميركان (UAB)، بعد فترة وجيزة من الكشف عنها في عام 1983. وقد تعرضت جامعة ألاباما في برمنغهام لمداهمة من قبل الجهات التنظيمية المصرفية الفيدرالية في اليوم التالي لإغلاق المعرض. في 14 فبراير 1983، استولت مؤسسة التأمين على الودائع الفيدرالية على السيطرة على البنك بسبب مخالفات في سجلاته المالية. تسبب هذا الإجراء في تكهنات عامة بأن فشل البنك كان بسبب تمويل بوتشر للمعرض العالمي جزئيًا.

## الإرث
لا يزال شعار المعرض، «الطاقة تُغير العالم»، وثيق الصلة بنمو اقتصاد نوكسفيل وتركيزه. وبفضل وجود هيئة وادي تينيسي ومختبر أوك ريدج الوطني، ظلت الوظائف والشركات في قطاع الطاقة، مثل تصنيع السيارات الكهربائية والبطاريات، تُشكل محركات اقتصادية. 
كان من المقرر أن يستخدم الجناح الأمريكي كساحة لكرة القدم، ولكن في عام 1991، قامت مدينة نوكسفيل بهدم الجناح الأمريكي في عملية هدم خاضعة للرقابة. وقد تطورت إلى مشاكل هيكلية لم يكن من الممكن حلها بأمان بعد سنوات من الإهمال. تم تطهير موقع الجناح وتطويره ليكون موقفًا للسيارات على طول شارع كمبرلاند، المجاور لموقع مركز مؤتمرات نوكسفيل ‏ في منتزه المعرض العالمي ‏.
تم إعادة تطوير موقع الأجنحة الكورية والسعودية ومعرض صناعات الغاز في تينيسي إلى حديقة للأداء واستضاف مهرجان موسيقى الروك ليالي الصيف الحارة من عام 1991 إلى عام 1999، عندما أوقفت حكومة بلدية نوكسفيل الحفلات الموسيقية على الحديقة إلى أجل غير مسمى. أشار آشلي كابس، منسق الترفيه في نوكسفيل، إلى تعليق فعاليات ليالي الصيف الحارة في منتزه المعرض العالمي باعتباره بداية لمهرجان بونارو الموسيقي الشهير.
أصبح موقع الجناح الياباني الموقع الجديد لمتحف نوكسفيل للفنون ‏ في عام 1990. تمت إضافة مسرح إيلم تري المجاور للجناح السابق كجزء من ساحة متحف نوكسفيل للفنون. وقد ضربت شجرة الدردار في وقت لاحق صاعقة، مما أدى إلى قطعها. وظلت ساحة المسرح فارغة منذ ذلك الحين. تم منح العديد من مواقع الأجنحة ومنطقة منتصف المعرض الواقعة جنوب الحديقة الرئيسية إلى جامعة تينيسي لتوسعات الحرم الجامعي المستقبلية ومواقف السيارات للطلاب.

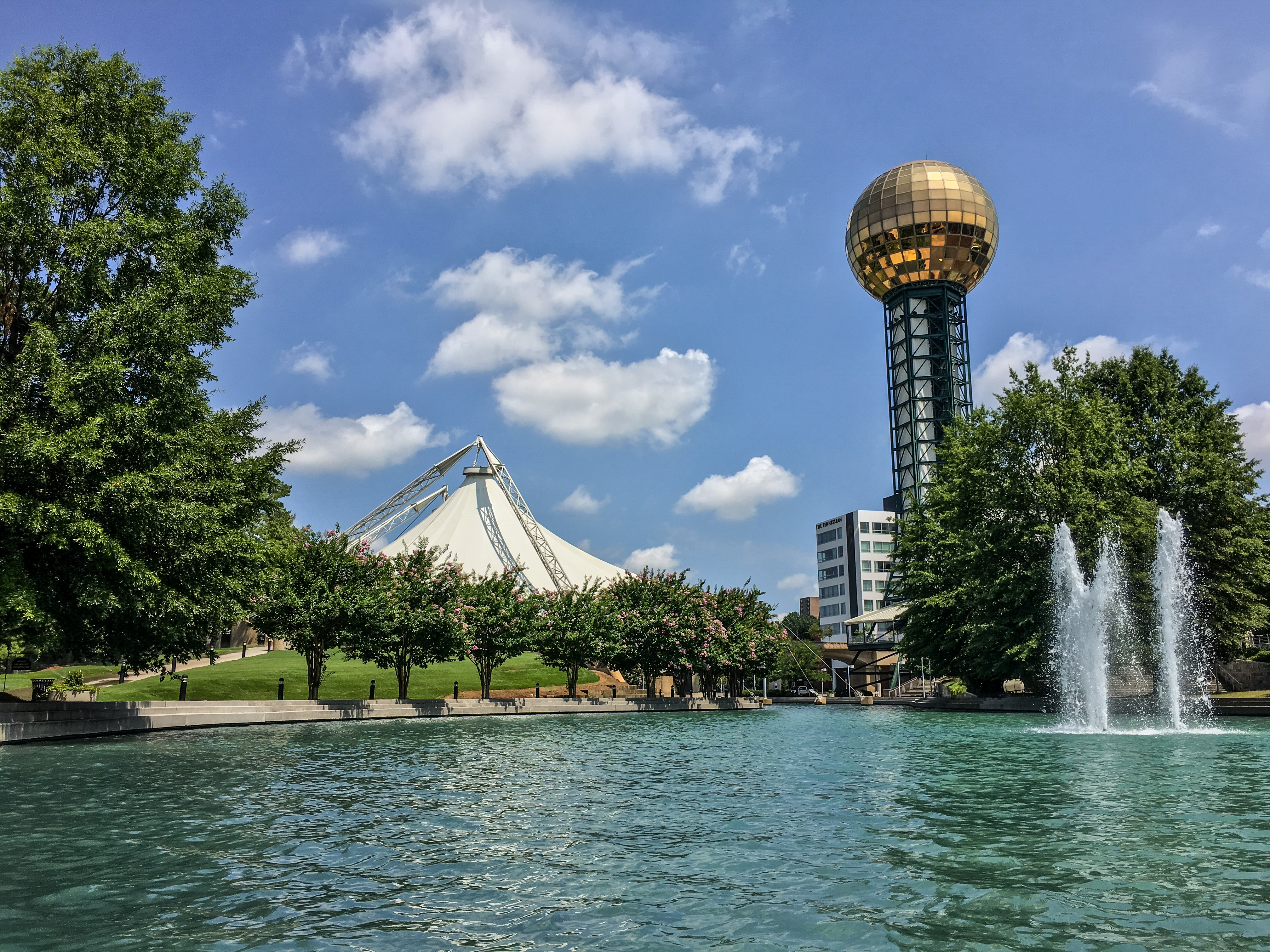
حديقة المعرض العالمي في عام 2019، مع صنسفير في الخلفية

بحلول عام 1996، كان منتزه المعرض العالمي موضوعًا لـ 14 خطة لإعادة تطوير الموقع، وكانت جميعها غير ناجحة. في العام نفسه، ظهرت مدينة نوكسفيل والمعرض العالمي لعام 1982 بشكل بارز في حلقة من مسلسل عائلة سمبسون بعنوان «بارت على الطريق ‏». في الحلقة، يسافر بارت، بعد حصوله على هوية مزورة، إلى نوكسفيل مع أصدقائه لزيارة المعرض بعد رؤية إعلان في كتيب سياحي، فقط ليكتشف أنه أغلق منذ عقد من الزمان. يرمي نيلسون حجرًا على صنسفير بإحباط، مما يتسبب في انهياره على سيارة المجموعة المستأجرة، مما يؤدي إلى تقطعت بهم السبل في نوكسفيل. انتقد موظفو بلدية نوكسفيل تصوير العرض للمدينة ومنتزه المعرض العالمي، حيث كانت صنسفير والمرافق الرئيسية في المنتزه في حالة جيدة في ذلك الوقت وكانت تتلقى صيانة منتظمة. كانت آخر محاولة معروفة لإعادة تطوير موقع المعرض في أواخر عام 1996، كمشروع تطوير متعدد الاستخدامات سمي على اسم حدائق تيفولي في كوبنهاجن.
في عام 2000، تم إغلاق الحديقة لمدة عامين من أجل بناء مركز مؤتمرات نوكسفيل ‏ في المساحة التي كانت تشغلها سابقًا شركة ريتش/ميلرز جاراج، وموقع معرض محطة فرعية KUB، وموقع معرض الطاقة الكهربائية الأمريكية.
تم الحكم على مدرج تينيسي ‏، وهو المبنى الوحيد المتبقي من المعرض العالمي بخلاف كرة الشمس، بالهدم في عام 2002. وقد أيد الرأي العام من سكان نوكسفيل والمسؤولين ترميمه، وتم تجديد المسرح بين عامي 2005 و2007، وأعيد افتتاحه في عام 2007. في عام 2007، تم التصويت على المدرج باعتباره أحد أفضل خمسة عشر عملاً معمارياً في شرق تينيسي من قبل فرع شرق تينيسي للمعهد الأمريكي للمهندسين المعماريين.

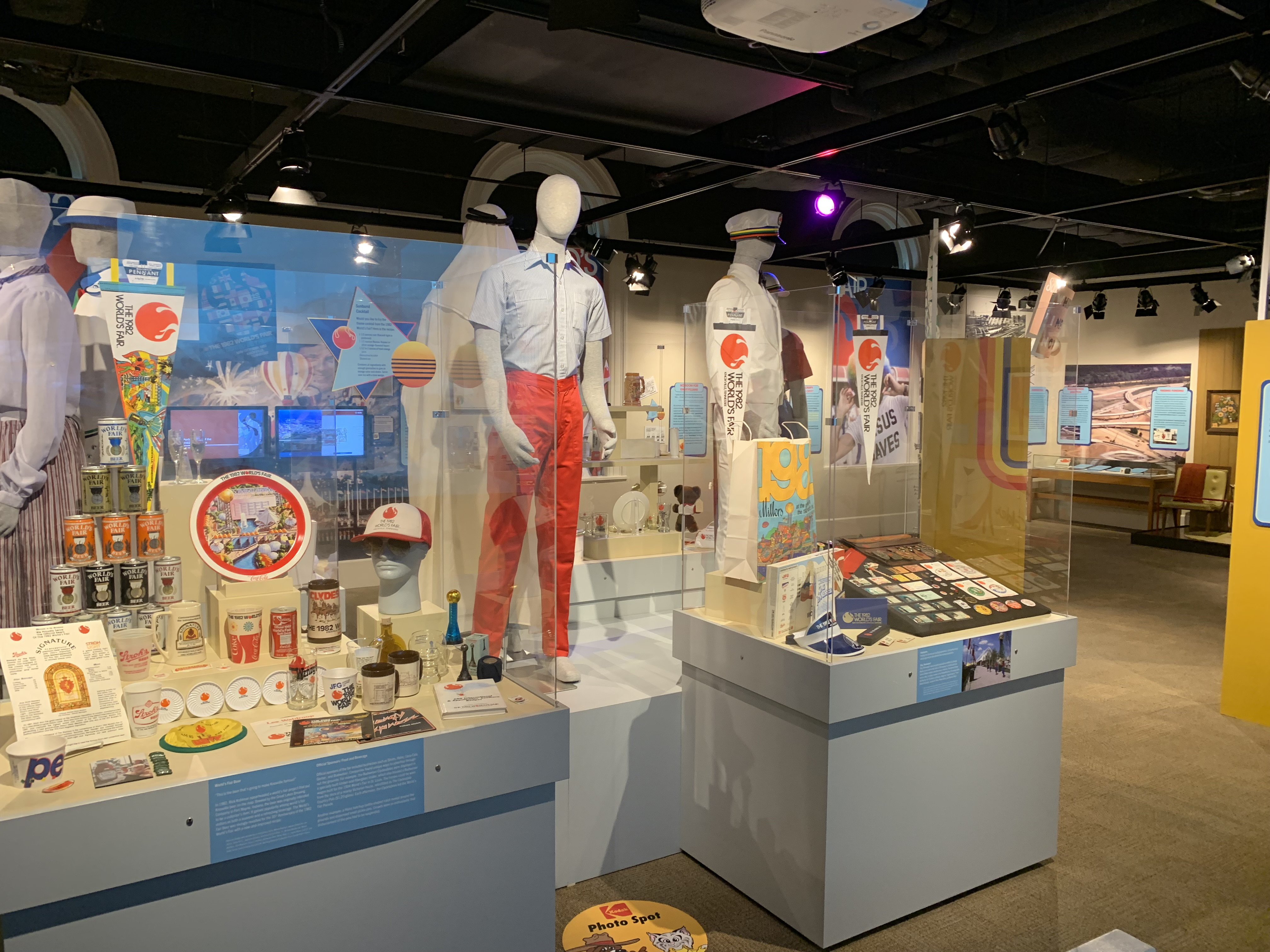
معرض ETHS يحتفل بالذكرى الأربعين للمعرض

في صيف عام 2002، أعيد افتتاح منتزه المعرض العالمي للأحداث العامة والحفلات الموسيقية، مثل مهرجان الأرض ومهرجان اليونان. يتم الاحتفال بيوم الاستقلال على مروج الحديقة كل عام، حيث تقدم أوركسترا سيمفونية نوكسفيل حفلة موسيقية مجانية مع عرض ضخم للألعاب النارية. في مايو 2007، افتتحت جمعية شرق تينيسي التاريخية (ETHS) معرضًا مؤقتًا في متحفها الواقع في وسط مدينة نوكسفيل، احتفالًا بالذكرى الخامسة والعشرين للمعرض العالمي. في الرابع من يوليو 2007، أقيم أحد الاحتفالات السنوية بالتزامن مع احتفالات الذكرى الخامسة والعشرين للمعرض العالمي لعام 1982. في اليوم التالي، 5 يوليو 2007، أعيد فتح منصة المراقبة في صنسفير للجمهور بعد أعمال التجديد. في عام 2020، قامت فرقة الروك الحاكم القذر ‏ بتنظيم مهرجان موسيقى سماء الجنوب في حديقة الأداء في حديقة المعرض العالمي. تم تأجيل المهرجان من بدايته الأصلية في مايو 2020 بسبب جائحة كوفيد–19، وبدأ لأول مرة في 14 مايو 2022.
في عام 2022، ستفتتح كلية ETHS ومكتبة هودجز بجامعة تينيسي معارض مؤقتة تتعلق بمعرض نوكسفيل الدولي للطاقة احتفالًا بالذكرى الأربعين لتأسيسها. أقيم احتفال بالذكرى الأربعين لتأسيس معرض نوكسفيل الدولي للطاقة خلال عطلة نهاية الأسبوع من 20 إلى 22 مايو 2022، بما في ذلك مهرجان لمدة يوم كامل نظمته هيئة المؤتمرات والزوار في نوكسفيل. قامت وسائل الإعلام المحلية بتغطية الحدث وقدمت تغطية مسبقة للحدث الأصلي.

## المقتنيات
صُنعت العديد من المقتنيات خصيصًا للمعرض العالمي، بدءًا من الأكواب والصواني والأطباق وأحزمة الأحزمة، وغيرها الكثير. من أبرز هذه المقتنيات:
- مع تركيز المعرض العالمي على التكنولوجيا والطاقة، تم أيضًا عرض ألعاب الفيديو في تلك الحقبة في المعرض. في منطقة الممرات، تمكن الحضور من العثور على سبع عملات معدنية لألعاب الفيديو تم سكها خصيصًا للمعرض، حيث تصور كل منها لعبة مختلفة وشائعة في ذلك الوقت. الألعاب السبع الموجودة على كل رمز هي باك مان، ومس باك مان، وسبيس إنفيدرز، وكيكس، وجورف، وسكرامبل، ودونكي كونغ.[60]
- كما تم إطلاق بيرة المعرض العالمي في بداية المعرض. تم بيع 250 ألف صندوق من البيرة خلال فترة المعرض، بإجمالي ما يقرب من ستة ملايين علبة بيعت على مدى الأشهر الستة. كان ريك كولمان، الذي كان مدير التسويق في إحدى شركات بيع البيرة بالجملة في ذلك الوقت، هو صاحب فكرة إنتاج البيرة. كان عليه أن يبيع مسبقًا 10 آلاف صندوق من البيرة لدفع ثمن الدفعة الأولية. سيتم إطلاق البيرة في تسعة علب ملونة مختلفة، بدءًا من الأحمر، ثم الأزرق، وفي النهاية، الأخضر، والبني، والذهبي، والأسود، والأرجواني، والأصفر، والبرتقالي. كان كل لون يمثل دفعة إنتاج خاصة به، وعندما يتم بيع لون ما، يتم الانتهاء من هذا اللون. كان يتم شراء البيرة في كثير من الأحيان ولا يتم شربها أبدًا، حيث توقع العديد من رواد المعرض أن علب البيرة سوف تصبح يومًا ما من مقتنيات نادرة.[61] للاحتفال بالذكرى الخامسة والثلاثين للمعرض، تم إعادة إنتاج بيرة المعرض العالمي في مايو 2017 لفترة محدودة في العديد من مصانع الجعة والحانات في نوكسفيل.[62]

## معرض الصور

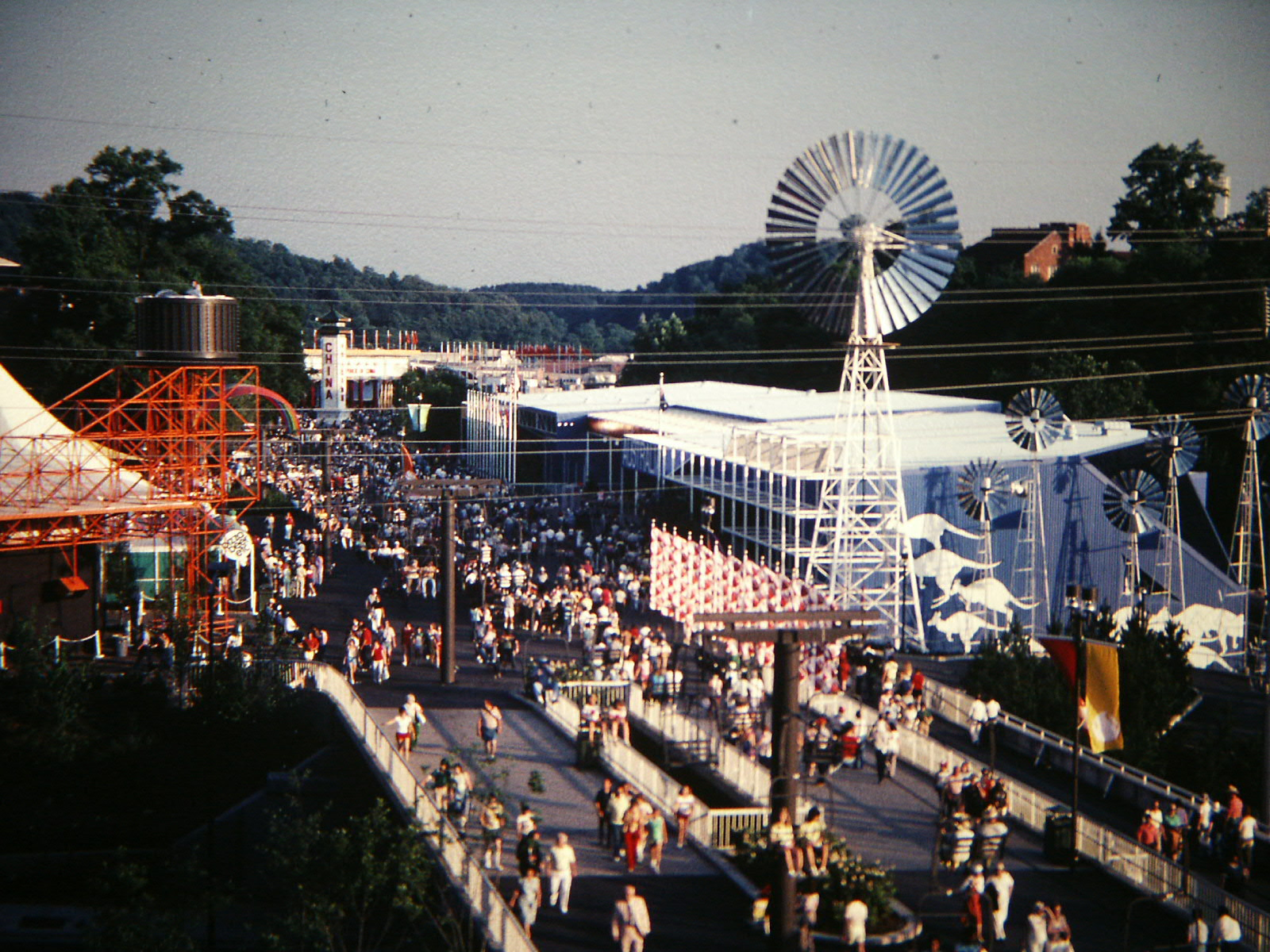
الجناح الأسترالي
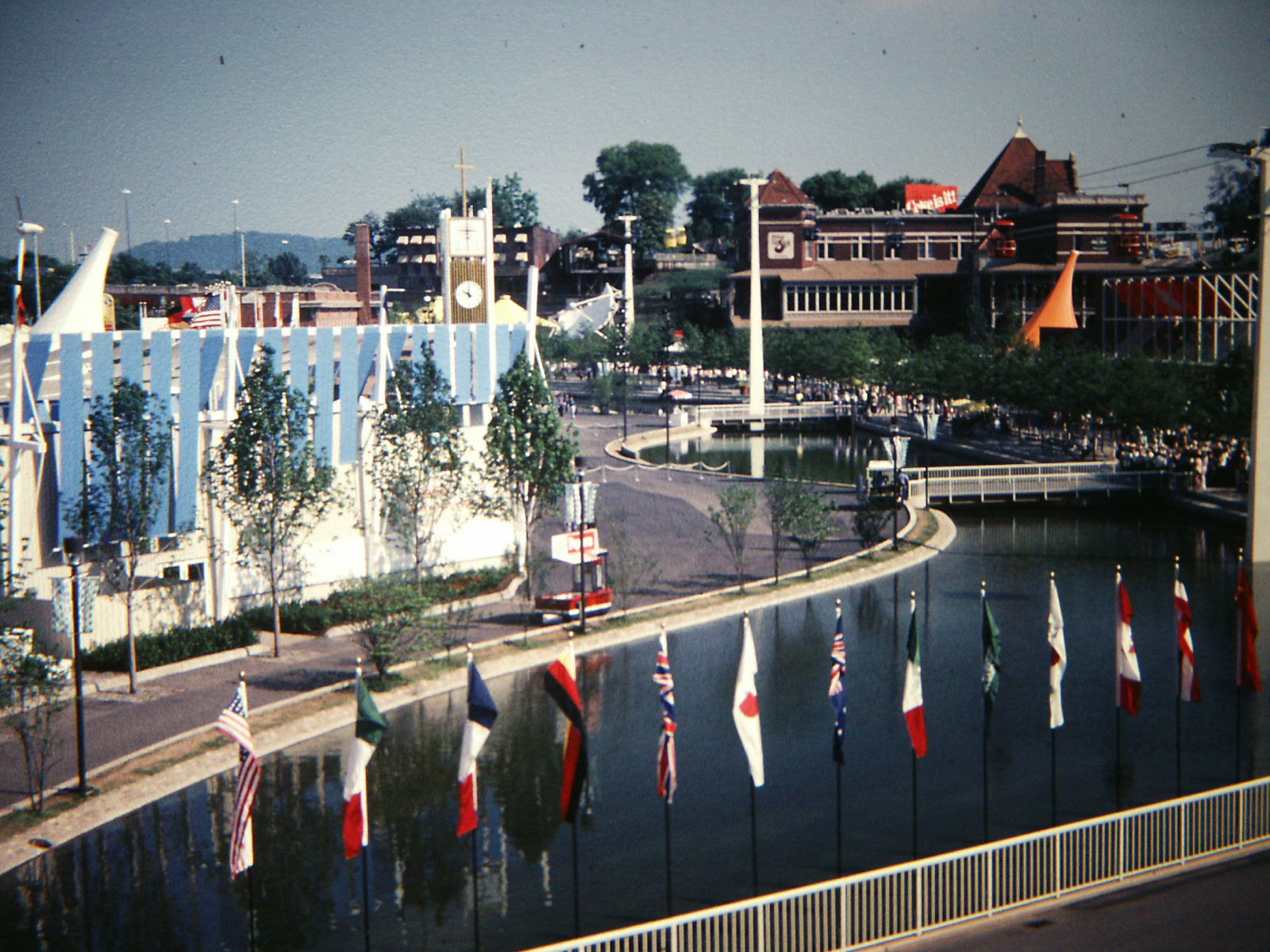
جناح المعمدانيين ومياه العالم
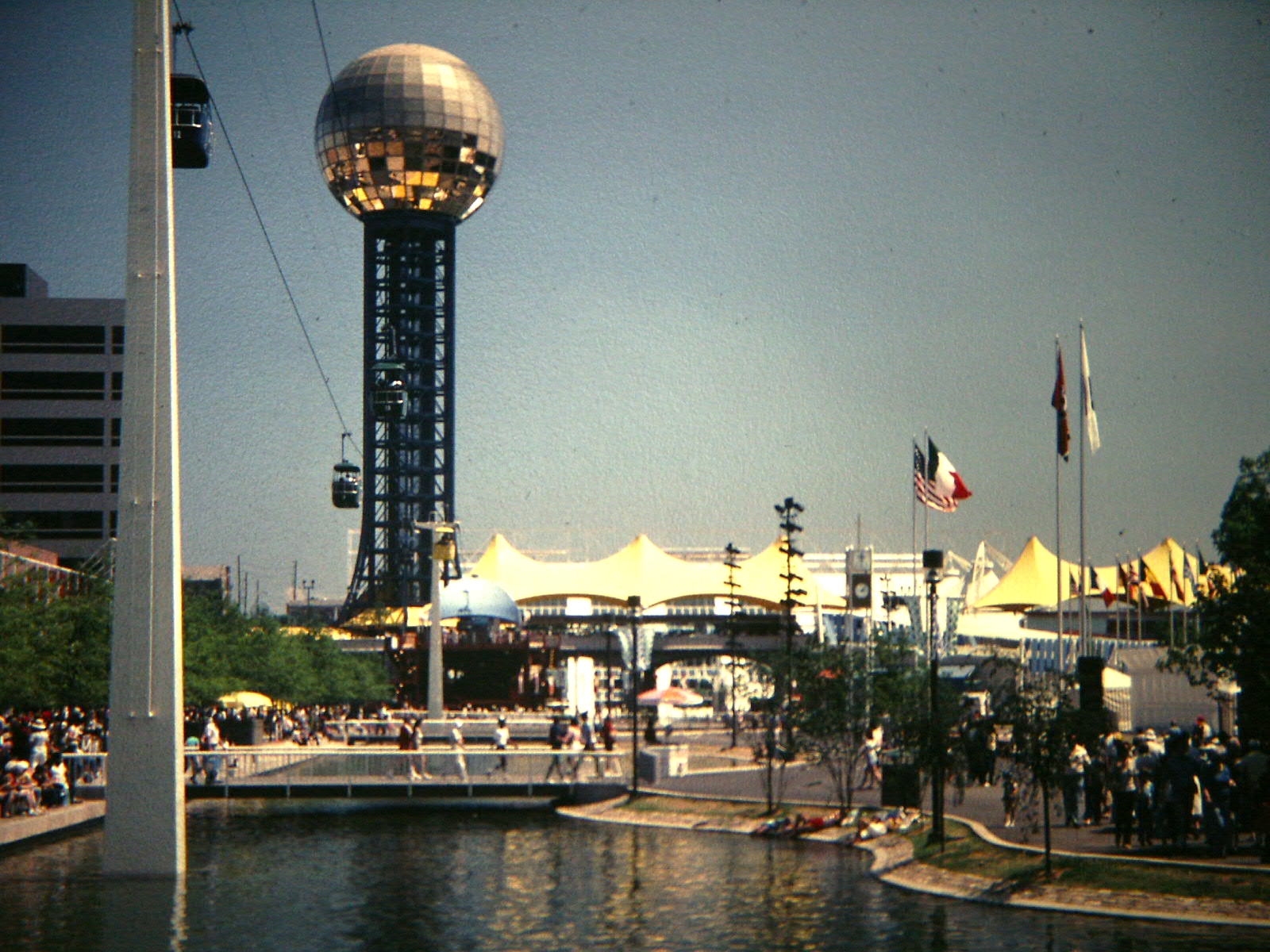
كرة الشمس
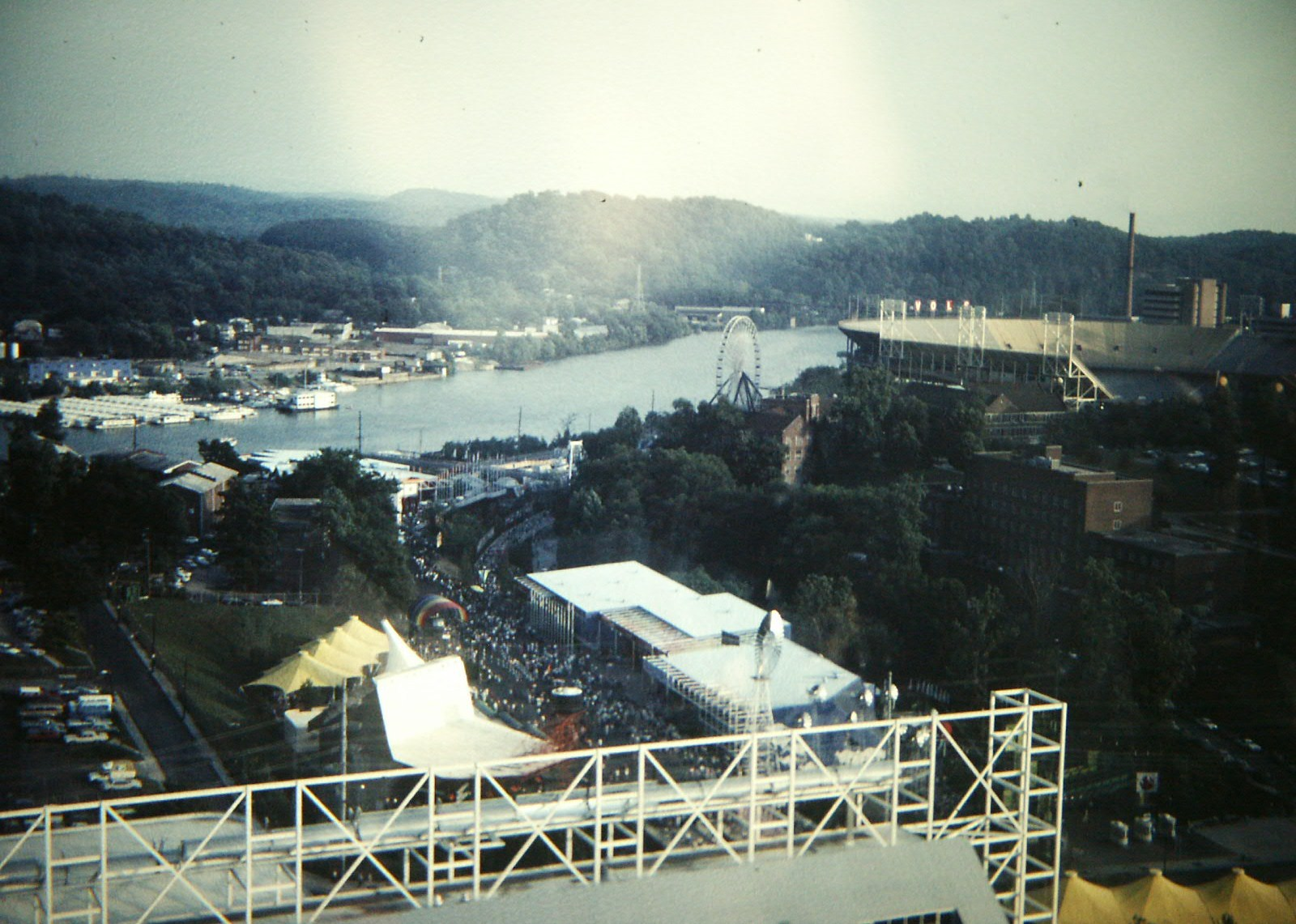
نهر تينيسي، والأجنحة الأسترالية والكندية وميدواي
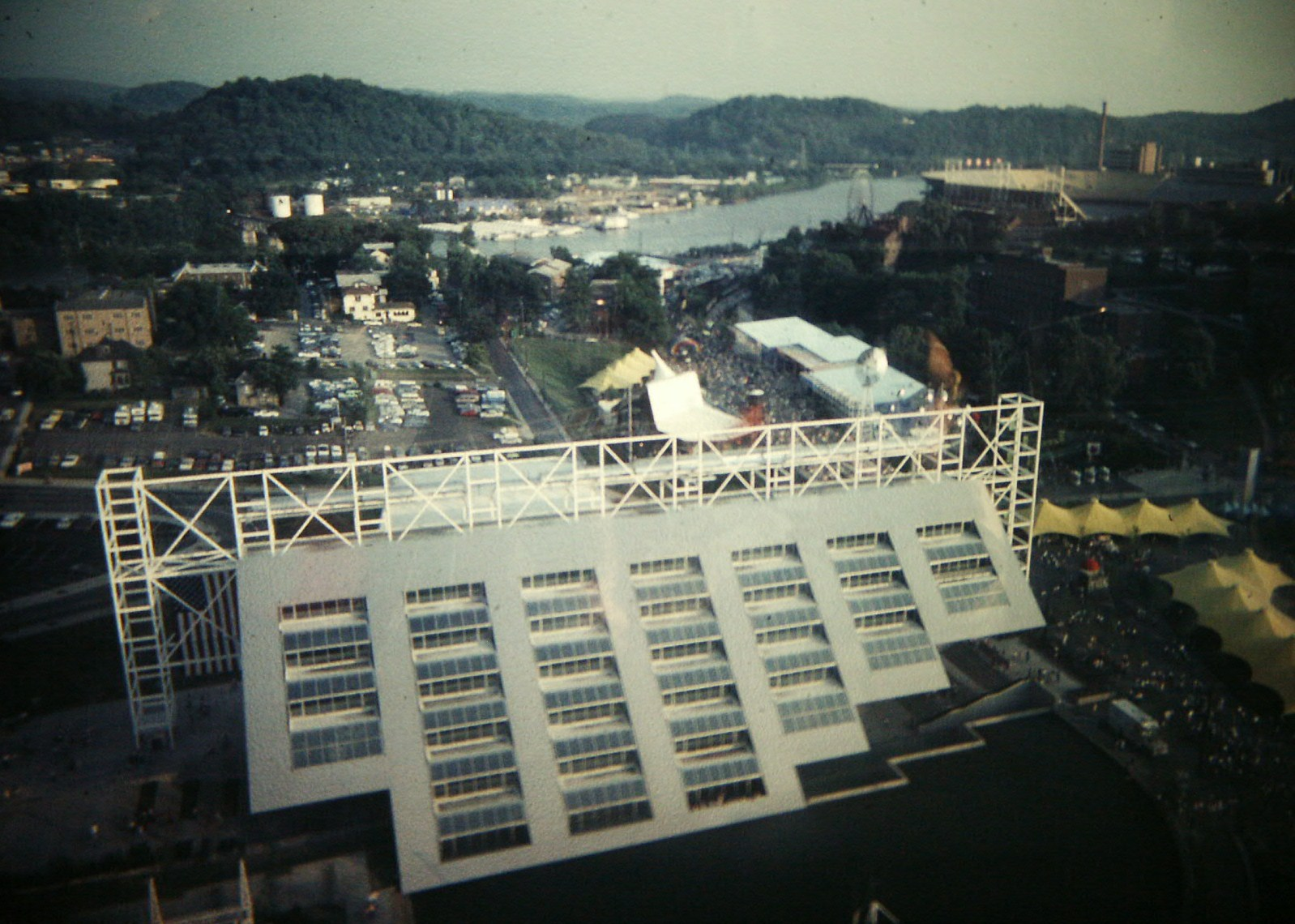
جناح الولايات المتحدة
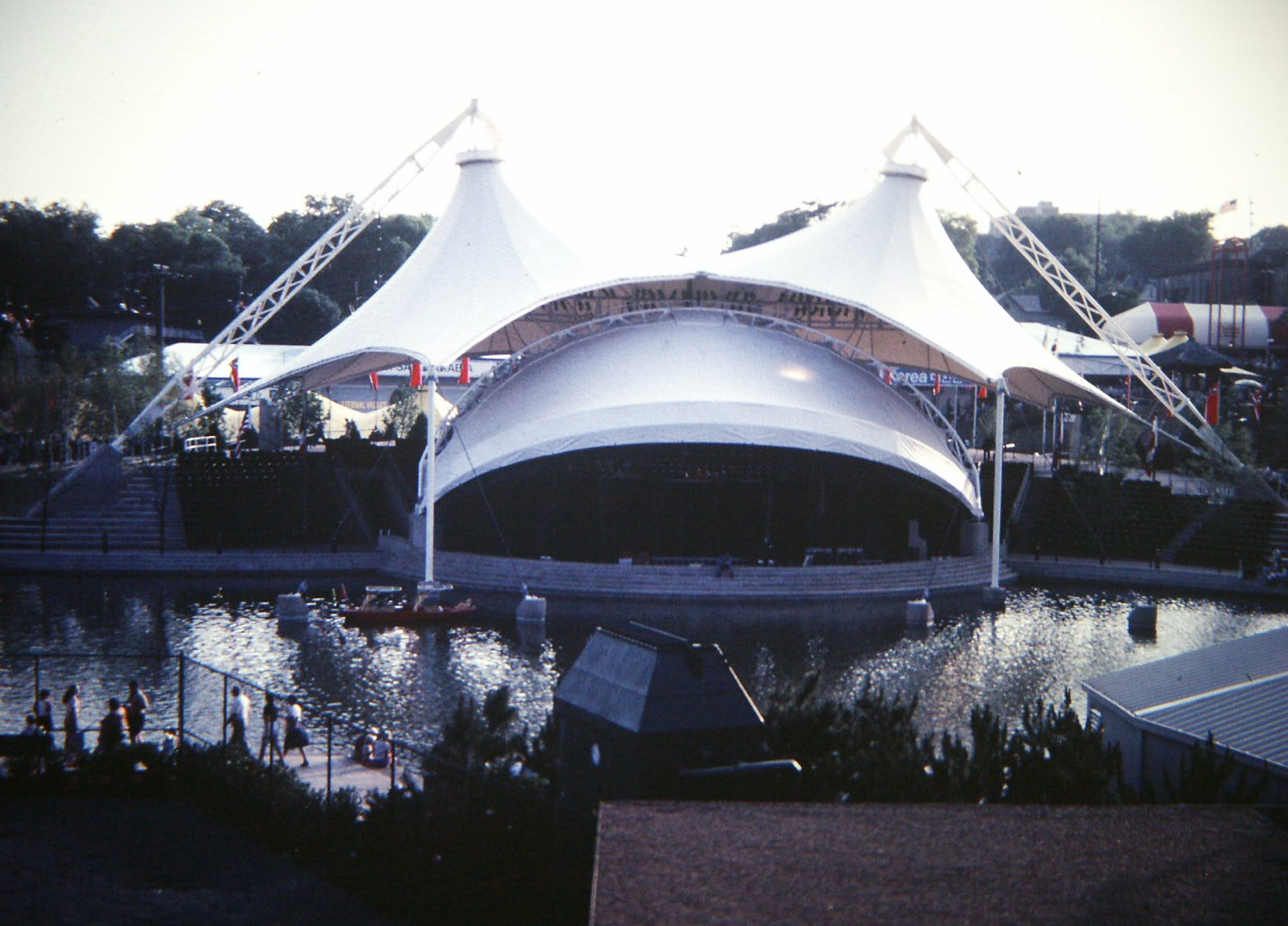
مدرج تينيسي
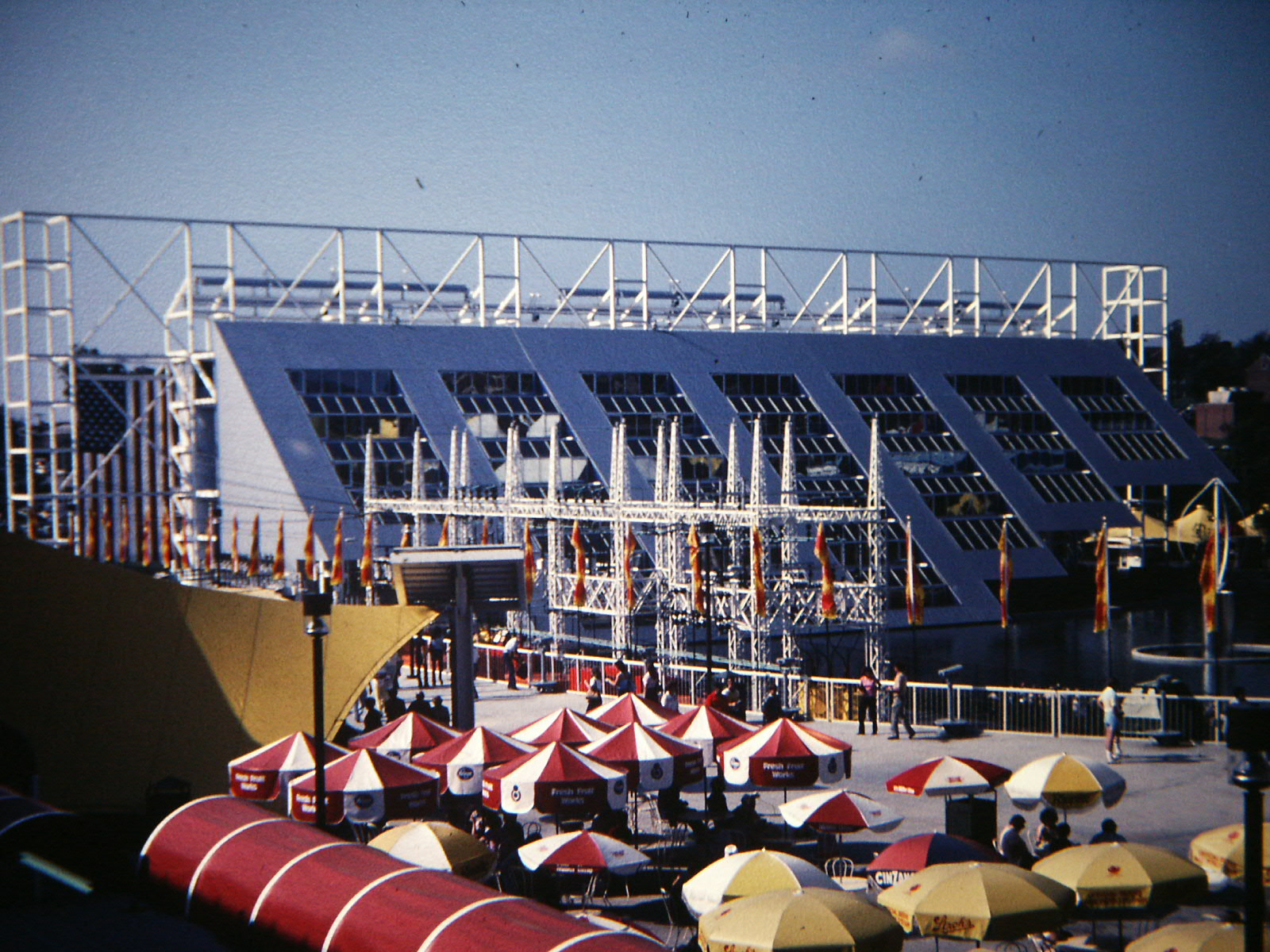
معرض محطة فرعية KUB والجناح الأمريكي

### ببليوغرافيا
- World Class Politics: Knoxville's 1982 World's Fair, Redevelopment and the Political Process Joe Dodd.[2]
- Knoxville's 1982 World's Fair Martha R. Woodward.[39]
- 1982 World's Fair Official Guidebook Knoxville International Energy Exposition, Inc.[63]
- 1982 World's Fair Transportation System Evaluation U.S. Department of Transportation.[64]
- Exhibiting the Future: The 1982 World's Fair and Walt Disney World's EPCOT Center Cristin J. Grant.[1]
- The Expo Book Gordon Linden.[65]
- Federal Supervision and Failure of United American Bank U.S. Government Printing Office.[66]
- (Re)imagining an urban identity: Knoxville and its 1982 International Energy Exposition Jennifer Bradley.[67]

## وصلات خارجية
- 1982 World's Fair Research Site[usurped], by Bruce Schulman
- Official website of the BIE
- European Patent Office
- 1982 World's Fair 25th Anniversary site (archived)[usurped]
- ExpoMuseum's 1982 World's Fair Section نسخة محفوظة February 20, 2007, على موقع واي باك مشين.